# Банк (фильм, 2001)
«Банк» (англ. The Bank) — австралийский фильм 2001 года режиссёра Роберта Коннолли с участием Дэвида Уэнема и Энтони Лапалья.

## Сюжет
Талантливый математик Джим Дойл (Дэвид Уэнем) разрабатывает формулу для составления безошибочного прогнозирования колебания фондового рынка. При этом он должен сделать выбор: постепенно самому разрабатывать открывающиеся перспективы или разом использовать возможности беспринципного банкира О’Рейли (Энтони Лапалья).

## В ролях
- Дэвид Уэнем — Джим Дойл
- Энтони Лапалья — Саймон О’Рейли
- Митчелл Бутел — Стивен
- Грег Стоун — Тодд Хейс
- Казухиро Мурояма — Тошио
- Стивен Лидер — Билли
- Винсент Джил — шериф

## Критика
Отзывы о фильме были смешанными. Агрегатор рецензий Rotten Tomatoes дал фильму 61 % свежести со средним рейтингом 5.8/10. New York Post дал фильму 1,5/4 звезды. Три рецензента на австралийском сайте обзора фильмов Urban Cinefile дали фильму благоприятную оценку. Рецензент Los Angeles Times заявил, что «Коннолли вполне мог бы создать более живую и захватывающую картину с более яркими и интересными персонажами».